# Blarina brevicauda brevicauda
Blarina brevicauda brevicauda es una subespecie de musaraña de la familia soricidae.

## Distribución geográfica
Se encuentra en Norteamérica: los Estados Unidos (Connecticut, Illinois, Minnesota, Dakota del Norte, Nueva York y Wisconsin) y el Canadá (Ontario).